# Literatura urdu
Literatura urdu – literatura w języku urdu.

## Początki literatury urdu

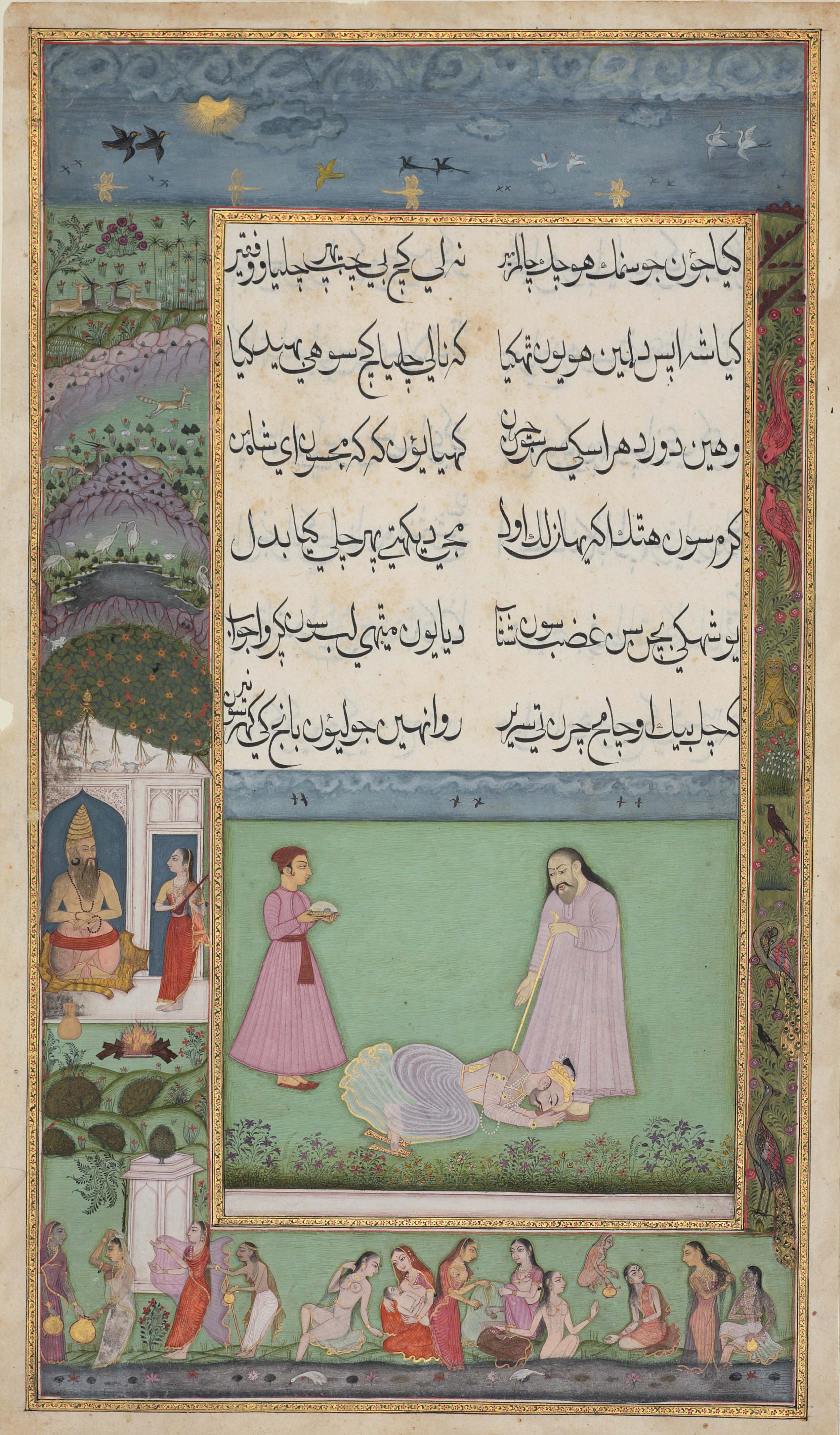
Strona z rękopisu Gulszan-o Iszgh Nusrati. Hajdarabad, ok. 1710. The Nasser D. Khalili Collection of Islamic Art

Literatura urdu rozwinęła się pod przemożnym wpływem literatury perskiej, co objawiło się zwłaszcza w przejęciu jej prozodii, z pewnymi zmianami wynikającymi z używania innego języka. Poezja urdu od początku posługiwała się również perskimi gatunkami poetyckimi, takimi jak masnawi czy gazel. Początki literatury urdu sięgają XV wieku, kiedy powstały pierwsze utwory w dialektach używanych na terenie Gudżaratu i Dekanu, nazywanych odpowiednio gudżri i dekani. W obu regionach dominowała literatura o tematyce suficko-dydaktycznej. Rozpad sułtanatu Bahmanidów na pięć oddzielnych państw (zobacz sułtanaty dekańskie) ożywił rozwój literatury w dekani, tworząc więcej centrów patronatu. W jej ramach tworzono przede wszystkim historyczne i romantyczne masnawi, z których zasłynęli tacy poeci jak Wadźahi (zm. 1671), Nusrati (zm. 1674) i Haszimi Bidżapuri (zm. 1697). Poezja liryczna w formie gazelu stała na znacznie niższym poziomie, chociaż bezpośrednie i raczej proste wiersze w tym gatunku znajdują się w pierwszym dywanie skomponowanym w języku urdu, którego autorem był władca Golkondy Muhammad Kuli Kutb Szah (zm. 1611). Dopiero u Wali Dekaniego (zm. 1707), który pisał w północnym dialekcie urdu, można odnaleźć wyrafinowane gazele, mogące rywalizować z perskimi pierwowzorami. Jego sukces na dworze w Delhi i całkowite przyswojenie kultywowanego wówczas przez perskich poetów stylu indyjskiego umożliwiły poetom urdu następnej generacji tworzenie wierszy nie ustępujących poziomem artystycznym perskiej poezji Indii.

## Klasyczna literatura urdu

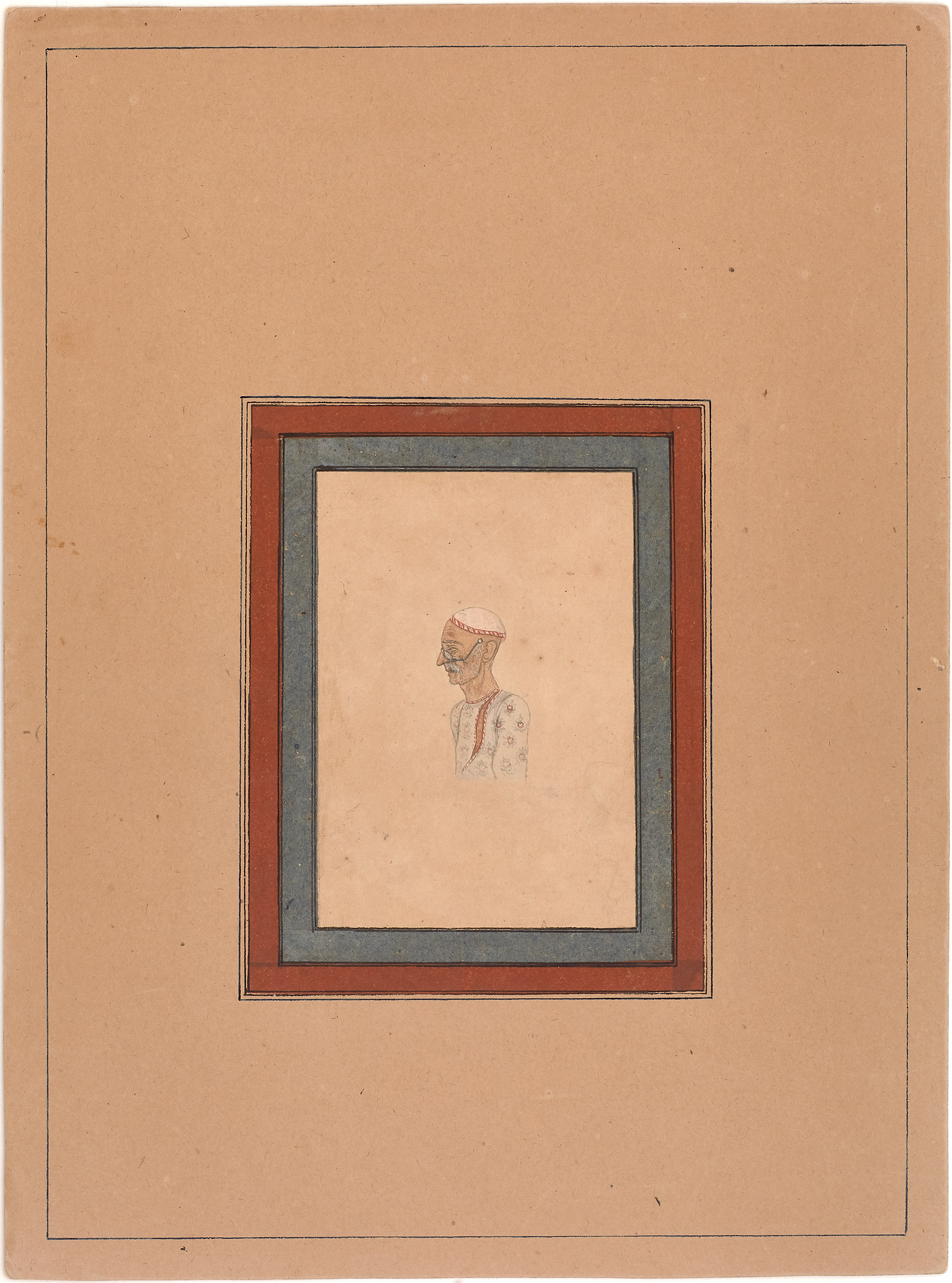
Mir Muhammad Taki w ostatniej dekadzie swojego życia

Ze względu na swoją geograficzną izolację i archaiczny język literatura w dekani pozostała odizolowana od późniejszego rozwoju. Również poezja w gudżri, chociaż powstawała aż do końca XVIII wieku, nie cieszyła się powodzeniem w Delhi, które z początkiem stulecia stało się głównym centrum literatury urdu. To tam doszło do narodzin klasycznej literatury urdu północnych Indii, która rozwijała się mniej więcej do 1860. W XVIII wieku tworzyli poeci tradycyjnie określani jako „cztery filary” wczesnej klasycznej poezji urdu: Mirza Dźan-i-Dźahan (zm. 1781), Chodźa Mir Dard (zm. 1785), Mir Muhammad Taki (zm. 1810) i Muhammad Rafi Sauda (zm. 1781). Mir Muhammad Taki był być może największym poetą urdu, a z pewnością największym poetą XVIII stulecia, przy czym wszechstronny twórca jakim był Sauda niewiele mu ustępował, podczas gdy Dard był mistrzem mistycznego gazelu. Zubożenie Delhi pchnęło zarówno Mira jak i Saudiego do szukania nowych patronów w Lucknow, które w następnym pokoleniu stało się najważniejszym centrum poezji w urdu. Szyicka atmosfera Lucknow sprzyjała rozwojowi stroficznych elegii (marsijji), których autorami byli tacy poeci jak Mir Anis (zm. 1874) i Dabir (zm. 1875). Był to najważniejszy wyjątek od ogólnej dominacji gazelu i wzorców perskich w poezji.
Rozwój prozy na początku XIX wieku był związany z powstaniem w 1800 brytyjskiego Fort William College, skąd wywodził się m.in. Mir Amman (zm. 1806), autor szeroko czytanego Bagh-o-bahar. Pod koniec okresu klasycznego, za panowania ostatnich Mogołów, Akbara II (1806–37) i Bahadura Szaha II (1837–58), Delhi ponownie stało się ważnym centrum kultury. To tam powstały wiersze jednego z najbardziej wpływowych poetów urdu, Ghaliba (zm. 1869). Chociaż proza w tym okresie posiadała o wiele mniejsze znaczenie, to brała udział w ogólnym rozwoju literatury, który objawiał się m.in. we wzrastającej liczbie przekładów, prozatorskich i poetyckich, w tym pierwszych tłumaczeń Koranu. Pojawiły się wówczas nowe poetyckie tematy, takie jak homoseksualizm, nowe gatunki, takie jak satyra, oraz humor. Jednocześnie podczas gdy literatura w dekani i gudżri obfitowała w zapożyczenia z miejscowych języków indyjskich to literatura okresu klasycznego zwróciła się ku zasobom języka perskiego, co sprzyjało faworyzowaniu persjanizmu jako wyróżnika języka poetyckiego.

## Współczesna literatura urdu

### Wczesna współczesna literatura urdu

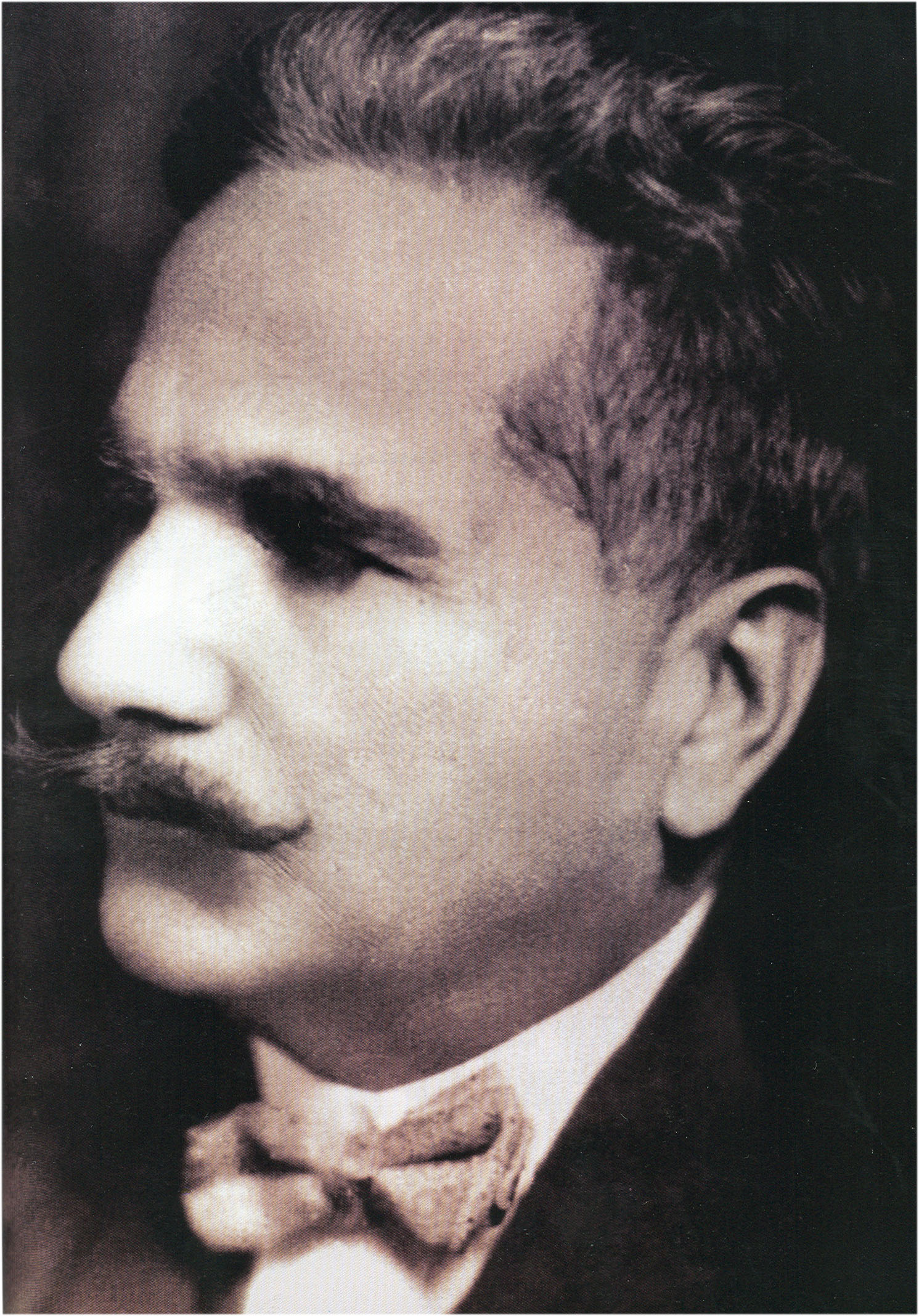
Muhammad Iqbal

Powstanie współczesnej literatury urdu wiąże się z brytyjskim panowaniem w Indiach i można w jej ramach wyróżnić dwa okresy – wczesną literaturę współczesną okresu kolonialnego, powstającą mniej więcej od 1860 do 1940, i współczesną literaturę urdu powstającą mniej więcej od 1940, coraz bardziej skoncentrowaną w Pakistanie. Panowanie brytyjskie oznaczało załamanie się tradycyjnego systemu patronatu i względny spadek znaczenia gazelu, który tradycyjnie służył celom panegirycznym, choć przez pewien czas nadal działali poeci piszący w dawnym, arystokratycznym stylu, tacy jak Dagh (zm. 1905). Jednak większość najważniejszych pisarzy tego okresu przynajmniej przez jakiś czas pozostawała w służbie rządu kolonialnego lub nowych prywatnych albo książęcych organizacji powołanych przez ten rząd. Ogromne znaczenie miało rozpowszechnienie druku. W rezultacie tych instytucjonalnych przemian nastąpiły istotne zmiany w zakresie gatunków, stylów i tematów literatury urdu, w ramach której coraz większe znaczenie miała proza i wpływ wzorców angielskich.
Rozwój druku pozwolił na masową publikację wcześniej przekazywanych ustnie tradycyjnych romansów lub opowieści przygodowych (dastan), takich jak najpopularniejsza z nich, Dastan-o Amir Hanza. Przejście od dastanu do powieści dokonało się w twórczości Rattanatha Sarszara (zm. 1903), który był autorem powieści łotrzykowskiej Fasana-ji Azad (1880). Muhammad Hadi Mirza Ruswa (zm. 1931) jest natomiast uważany za autora pierwszej nowoczesnej powieści w urdu, Umrao-dźan ada (1899), w której odmalował niezrównany obraz życia kurtyzany w Lucknow przed powstaniem sipajów.
W 1853 w Lucknow wystawiono pierwszą sztukę w języku urdu, Indar Sabha Amanata (zm. 1858), której popularność nie ma odpowiednika w historii dramatu urdu. Ta opowiadająca o miłości rusałki (peri) i śmiertelnika sztuka była wystawiana w całych Indiach i doczekała się przekładów na wiele języków. Pod koniec lat 50. XIX wieku zaczęły ją wystawiać kompanie teatralne Parsów z Mumbaju, które wędrując po Azji Południowej i Południowo-Wschodniej wywarły ogromny wpływ na rozwój indyjskiego dramatu, muzyki i kina. Najsłynniejszym autorem piszącym dla nich w urdu był Agha Haszr (zm. 1935), nazywany indyjskim Szekspirem. Upadek parsyjskiego teatru rozpoczął się w latach 30. wraz z pojawieniem się kina.
W dziedzinie poezji przełomowym dziełem był napisany przez Altafa Husajna Halego(zm. 1914) w nowym stylu „naturalnej poezji” poemat Musaddas (1879). Wiele z różnych tendencji tego okresu, takich jak powaga intencji i treści, trzeźwa eksploatacja nowych stylistycznych zasobów oraz przede wszystkim reinterpretacja muzułmańskiej przeszłości zdolna odpowiedzieć na pytania stawiane przez kolonialną teraźniejszość znalazło kulminację w twórczości Muhammada Iqbala (zm. 1938), którego grandilokwencja okazała się znacznie skuteczniejszym środkiem tworzenia poezji patriotycznej niż nagi styl Halego.

### Późniejsza współczesna literatura urdu

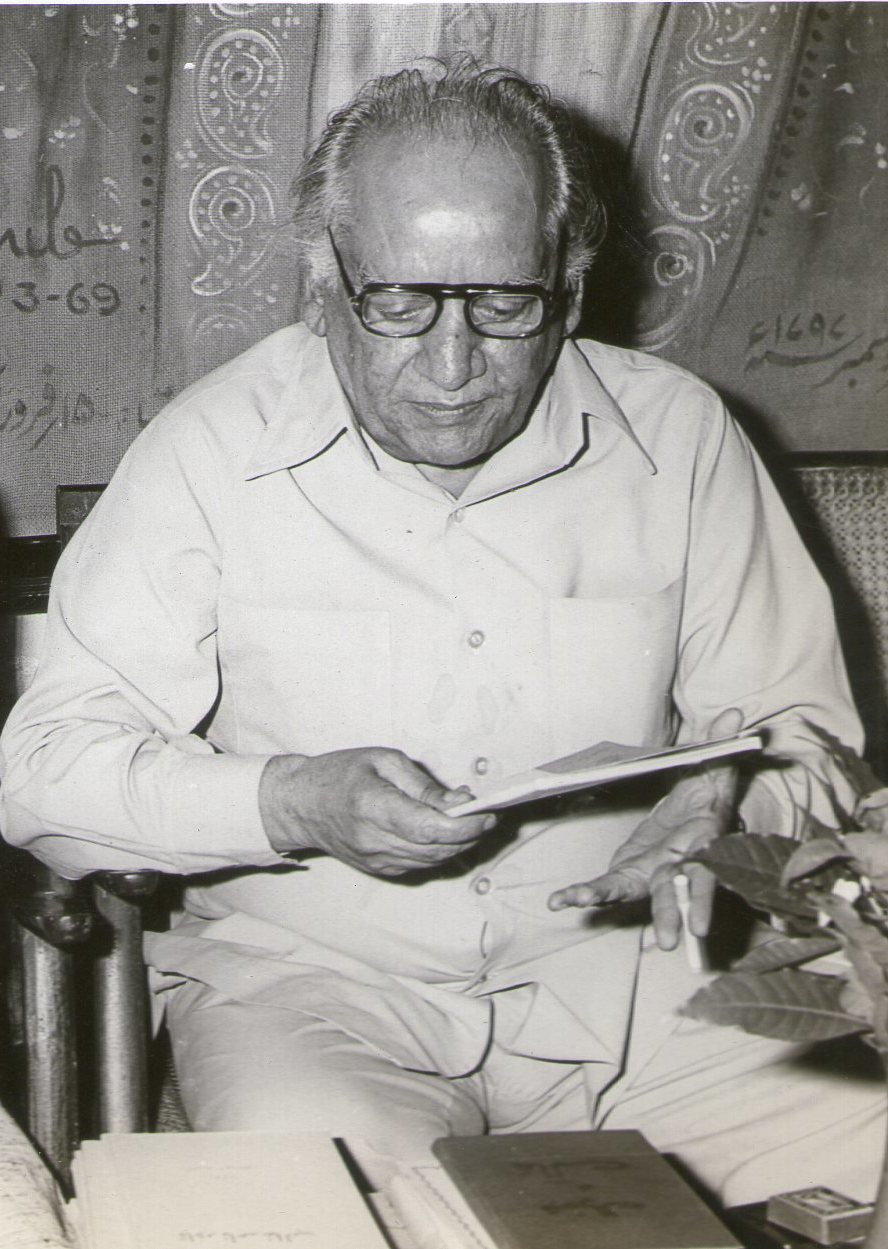
Faiz Ahmad Faiz

Iqbal był raczej autorem, którego dominująca obecność kończy pewną erę, niż zaczyna nową. Nowa literatura urdu, która zaczęła powstawać w latach 30. XX wieku, charakteryzowała się nowym społecznym realizmem wywodzącym się z twórczości szeregu utalentowanych autorów zrzeszonych w Ruchu Postępowych Pisarzy. Z Postępowcami związani byli dwaj wybitni pisarze tego okresu – poeta Faiz Ahmad Faiz (zm. 1984) i prozaik Saadat Hassan Manto (zm. 1955). Faiz, pozostając pod wpływem Ghaliba, ale korzystając również z przykładów angielskich, używał zarówno gazelu jak i wiersza wolnego w celu eksploracji współczesnego konfliktu pomiędzy prywatną wrażliwością a publicznym zaangażowaniem. Jego poezja szybko zdobyła niezwykłą popularność zarówno w Pakistanie jak i wśród posługujących się urdu mieszkańców Indii. Pojawienie się wiersza wolnego było być może największą rewolucją w historii poezji w urdu, bowiem nie tylko nie miał on nic wspólnego z formami tradycyjnymi, ale zaczął je wypierać. Eksperymenty z różnymi obcymi klasycznej poezji gatunkami, takimi jak sonet, sięgają lat 20. XX wieku, przy czym w następnej dekadzie pojawiły się wiersze nazywane nazm, które nie były zbudowane wokół tradycyjnych dystychów (bajtów), ale pojedynczych linii, i szybko stały się wehikułem wiersza wolnego. Do najlepiej znanych na arenie międzynarodowej współczesnych poetów urdu należą Pakistanka Fahmida Riaz (zm. 2018) i urodzona w Hajdarabadzie Jameela Nishat (ur. 1955) oraz przede wszystkim Nida Fazli (zm. 2016), który żyjąc w Delhi tworzył poezję urdu (często w formie wiersza wolnego) zapisywaną w dewanagari.
Podczas gdy gazel pozostał najważniejszym gatunkiem poezji, w prozie zaczęło dominować krótkie opowiadanie. Jego wczesnym przedstawicielem był Premczand (zm. 1936), który łączył umiejętność obserwacji z często sentymentalnym idealizmem w stylu Gandhiego. Nowe życie temu gatunkowi nadali Postępowcy, którzy traktowali go jako okazję do często brutalnego społecznego realizmu. W ramach tego gatunku Manto stworzył wiele do dzisiaj popularnych historii, opisujących w żywy sposób atmosferę Mumbaju lat 40. oraz późniejszy horror podziału Indii. W tym okresie pojawiły się również pierwsze pisarki, takie jak Ismat Chughtai (zm. 1991), która w swojej powieści Terhi lakir (1943) przedstawiła pogłębiony psychologicznie portret dziewczyny dorastającej jako niechciane dziecko i następnie starającej się utrzymać na powierzchni zdominowanego przez mężczyzn świata. Wysoce ceniona pisarka Kurratul Ajn Hajdar (zm. 2007) w swoich powieściach zajmowała się traumatycznym doświadczeniem podziału Indii. Nadzieje związane z niepodległością Indii i Pakistanu szybko ustąpiły miejsca rozczarowaniu, a wśród muzułmańskich imigrantów z Indii poczucie wykorzenienia często prowadziło do nostalgii. Intizar Husajn (zm. 2016) przywitał powstanie muzułmańskiego państwa w Pakistanie jako nową hidżrę, nowy pełen nadziei początek, ale później w swoich powieściach i nowelach stał się głosem rozczarowania rzeczywistym rozwojem kraju, szczególnie lamentując nad próbami wykorzenienia wszystkiego co indyjskie z pakistańskiej kultury.
W latach 60. pojawiły się opowiadania modernistyczne (dżadid), symboliczne (alamati) i abstrakcyjne (tardżidi). W swojej ekstremalnej formie te historie miały często zdepersonalizowany charakter, abstrakcyjną scenerię i niewiele akcji. Czasem jednak oferowały głęboki psychologiczny wgląd w ludzką kondycję, zaś w Pakistanie ich abstrakcyjny i symboliczny charakter pozwalał również na polityczną krytykę w czasach wojskowej dyktatury. W tym samym czasie wielu autorów opowiadań kontynuowało tradycję społecznego realizmu, zaś dyskusje nad brakiem komunikacji z czytelnikiem we współczesnych opowiadaniach prowadziły do powrotu bardziej konwencjonalnych sposobów narracji.
W dziedzinie dramatu sztuki lat 20. i 30. zwróciły się ku sprawom społecznym lub dramatowi historycznemu, przeznaczonemu jedynie do czytania. Sławna stała się romantyczna tragedia Anarkali (1922) Imtijaza Ali Tadża (zm. 1970), która została kilkukrotnie sfilmowana (m.in. Mughal-e Azam). Rozwój teatru radiowego i amatorskiego w latach 40. i 50. przyspieszył wprowadzanie nowoczesnych elementów do teatru urdu. Jednoaktówki Mirzy Adiba (zm. 1999), Manto i Czughtai dyskutowały problemy nierówności płciowej i przemocy wobec kobiet. Po powstaniu niepodległych Indii i Pakistanu nowe pokolenie dramatopisarzy starało się przekształcić dramat urdu w narzędzie narodowej twórczej ekspresji, czego rezultatem był rozwój w latach 60. do 80. tzw. nowego dramatu (naja drama). Sztuka Agra Bazar (Bazar w Agrze) Habiba Tanvira (zm. 2009) wykazuje wpływ modernistycznych i eksperymentalnych stylów zachodnich, takich jak efekt alienacji Brechta.
Trzy dominujące gatunki literatury popularnej – powieści społeczne (obejmujące historię miłosną), thrillery/powieści tajemnicy i powieści historyczne/muzułmańskie – w istocie zostały zapoczątkowane już pod koniec XIX wieku, w twórczości odpowiednio Nazira Ahmada (zm. 1912), Hadi Mirza Ruswy i Rattanatha Sarszara. Do najważniejszych dwudziestowiecznych autorów popularnych powieści zalicza się Ibn-o Safiego (zm. 1980) w gatunku powieści tajemnicy oraz Nasima Hidżaziego (zm. 1996) w gatunku powieści historycznej/muzułmańskiej. Książki ich obu doczekały się niezliczonych wydań i nadal są czytane.